# Ford GT
O Ford GT é um superesportivo americano com motor central e tração traseira produzido pela Ford. Seu design é inspirado no Ford GT40, que se tornou famoso por vencer as 24 Horas de Le Mans de 1966 e por desbancar o reinado da Ferrari. 
A primeira geração saiu entre julho de 2004 (como modelo 2005) e 2006. Sua segunda geração foi anunciada em 2016 e sua produção teve inicio no ano de 2017 em Markham, Ontário, Canadá, sendo fabricado até 2022.

## Primeira geração (2004–2006)
A história começa no início da década de 60, quando a Ford, querendo vencer as 24 horas de Le Mans, e assim entrar no mercado de carros esportivos de orientação europeia, tenta adquirir a Ferrari. As negociações correram bem e Enzo Ferrari havia aceitado a oferta feita pela Ford, mas quando a diretoria da FIAT ficou sabendo que a Ferrari passaria para as mãos de uma empresa americana, eles decidiram intervir na transação, alegando que a marca Ferrari era patrimônio italiano e deveria permanecer como tal. Assim, a transação com a Ford, que Enzo Ferrari não aceitou no último minuto, foi interrompida e a FIAT assumiu o controle acionário da Ferrari. Como consequência, após o fracasso daquelas negociações, a própria Ford resolve criar um carro para vencer a competição. O carro seria baseado no Lola Mk6, um carro avançado para a época, mas suas primeiras versões tornam-se desastrosas. Após várias tentativas o carro foi redesenhado por Caroll Shelby, e não podendo ultrapassar a altura máxima de 40 polegadas (1 016 mm) surge o Ford GT40.
Nas 24 Horas de Le Mans de 1966, um GT40 chega em primeiro, trazendo mais dois do mesmo time em segundo e terceiro lugar. Assim, o carro se tornou uma das estrelas mais lembradas do automobilismo por acabar com as vitórias da Ferrari. Quarenta anos depois, a Ford tem a ideia de fazer uma homenagem a ele, e assim nasce o Ford GT.

### Características
A carroçeria do Ford GT foi feita em túnel de vento para garantir sua fidelidade com o GT40. Depois disso foram adicionados acessórios modernos, como o farol de xenônio, a tampa dianteira de alumínio como parte do item de tanque com sensores de combustível entre vários outros acessórios externos e internos.

### Motor
O motor que equipa o Ford GT é um V8 de 5.4 litros, equipado com supercompressor fazendo com que ele tenha 558 cv e torque de 69,2 kgfm a 3.750 rpm. Esse propulsor faz com que ele chegue a 330 km/h e leve 3,8 segundos para chegar aos 100 km/h.

### Consumo de combustível
A Agência de Proteção Ambiental dos Estados Unidos estima que o consumo de combustível do GT em perímetro urbano é de 5 km/l (20 L/100 km), e em perímetro rodoviário o consumo é 8,33 km/l (12 L/100 km).

## Segunda geração (2016 - presente)

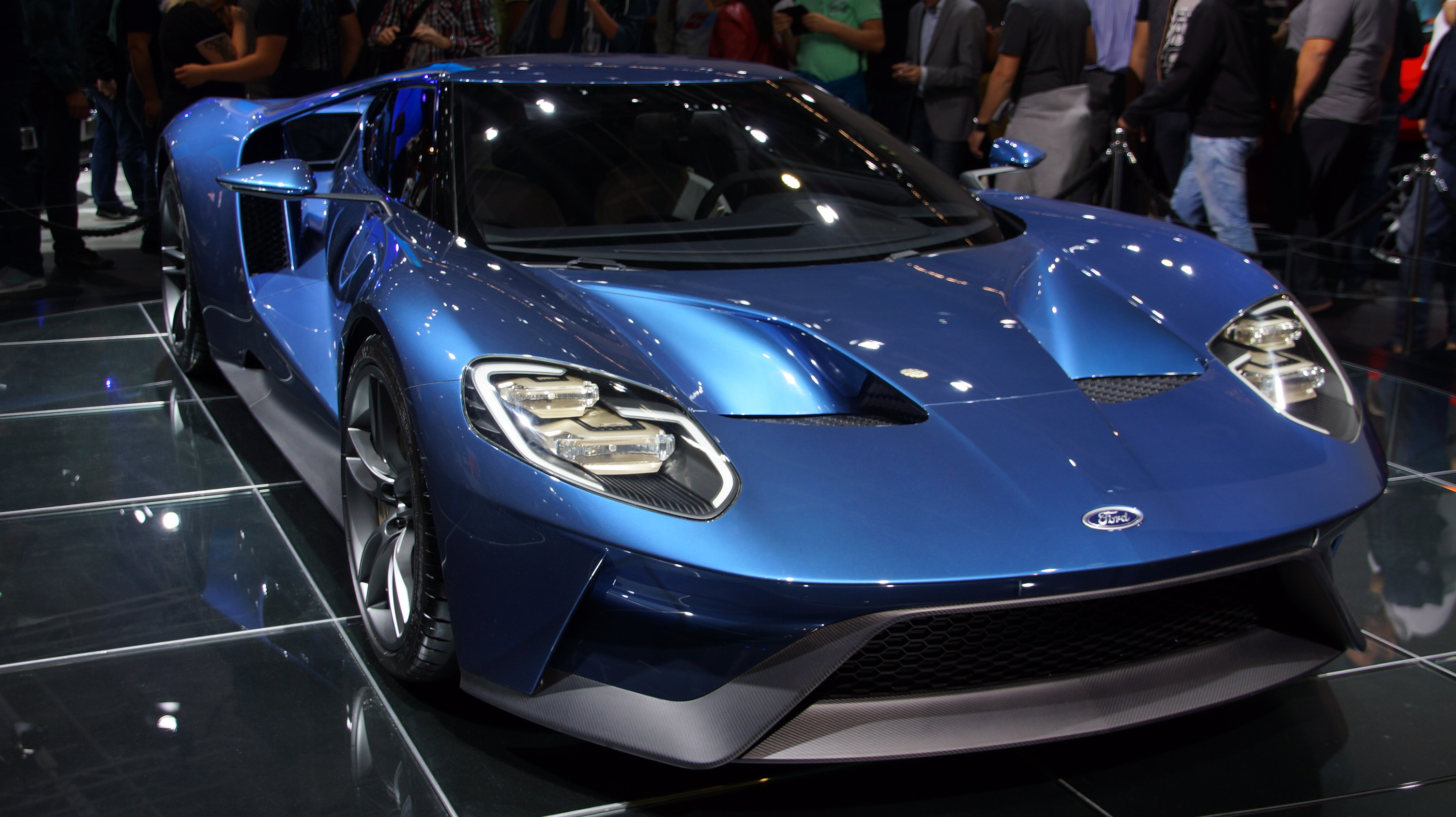
Ford GT 2017

A Ford, juntamente com a Microsoft e Xbox, apresentou no dia 12 de Janeiro de 2015 no Salão Automóvel de Detroit, a nova e segunda geração do histórico Super Carro Americano. O novo Ford GT terá um motor V6 Ecoboost 3.5 L bi-turbo, que produz 656 cavalos-vapor (482 kW) e será o motor Ecoboost mais potente do mundo. De acordo com a Ford, "o GT terá uma das melhores relações peso-potência já alcançadas em um carro de produção", graças a seu chassi monobloco, parafusado nos sub-quadros dianteiro e traseiro, de alumínio revestidos em fibra de carbono. Segundo a fábrica, a carroceria leve, com compósitos de última geração, foi essencial para conseguir o melhor em aceleração, dinâmica, frenagens, segurança e eficiência. Possui aerodinâmica ativa na asa traseira, rodas aro 20, disco de freio de fibra-de-carbono e pneus Michelin Pilot Super Sport Cup 2 que usam um composto específico para o carro. O pára-brisas será feito de Gorilla Glass, o mesmo material que reveste a tela de smartphones. 

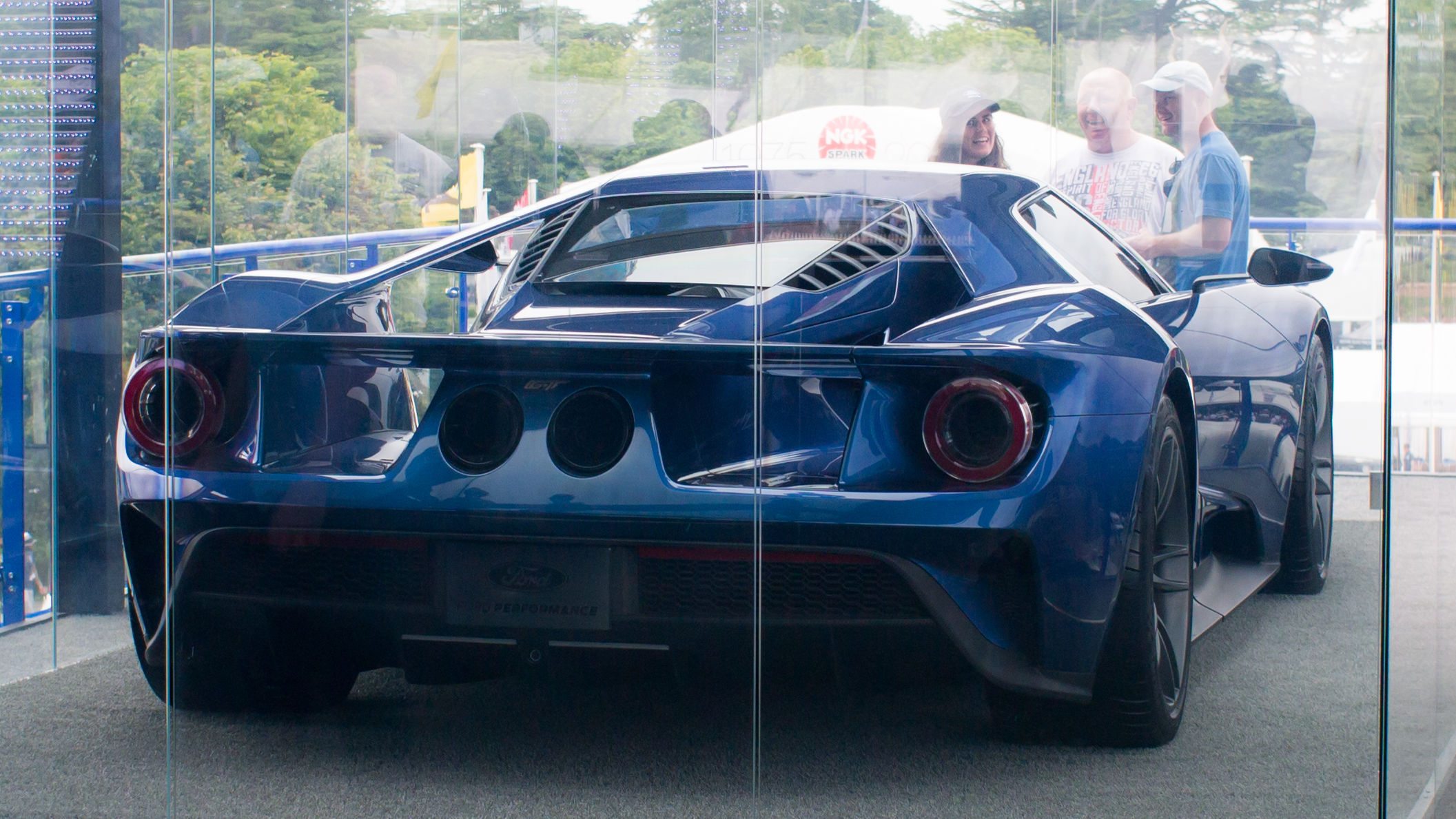
Traseira do Ford GT 2017

Outra qualidade do carro é a aerodinâmica, com destaque para o grande recorte atrás dos vidros traseiros. Isto nota-se em palavras como as de Bernie Marcus, aerodinamicista da Ford Performance: “Se você olhar a carenagem, verá aquele destaque na área dos para-lamas traseiros. É um recurso aerodinâmico bastante peculiar, mas é um item de estilo também”. Ou de Garen Nicoghosian, Gerente de Design Externo do Ford GT: “além de unir os painéis da carroceria, aquele componente também hospeda os intercoolers. É uma bela peça de escultura, mas ao mesmo tempo, ela performa uma série de funções. De certa forma, é representativo de o que o carro se trata. Não há nada presente acidentalmente no carro”.  O espaço formado entre a parede dos para-lamas e a parede do cockpit é um acelerador de fluxo aerodinâmico. Dois Canais de Venturi, combinados ao escoamento aerodinâmico da forma de gota. Estes dois fatores não apenas derrubam o arrasto aerodinâmico do Ford GT, como podem aumentar a estabilidade direcional do veículo em altas velocidades – agindo como uma espécie de leme. Embora estes recortes nas laterais sejam abertos no topo, formando um canal em vez de um duto, é importante notar que os braços que conectam os para-lamas ao corpo da carroceria agem como defletores.
A Ford planeja produzir 250 unidades do modelo por ano, que terá a produção iniciada oficialmente em 2017.